# Keshākhī
Keshākhī (persiska: كِشَرخی, کش آخی, Kesharkhī) är en ort i Iran.   Den ligger i provinsen Västazarbaijan, i den nordvästra delen av landet, 700 km nordväst om huvudstaden Teheran. Keshākhī ligger 947 meter över havet och antalet invånare är 754.
Terrängen runt Keshākhī är platt åt nordost, men åt sydväst är den kuperad.Runt Keshākhī är det ganska glesbefolkat, med 39 invånare per kvadratkilometer. Närmaste större samhälle är Showţ, 4,0 km sydost om Keshākhī. Trakten runt Keshākhī består i huvudsak av gräsmarker.